# 자피노
자피노(Japino)는 필리핀인과 일본인 사이의 혼혈아이다. 주로 필리핀인 여성과 일본인 남성 사이에 태어난 아이를 말한다. 필리핀에 약 10만명이 있는 것으로 알려져 있다.

## 사회 문제
일본인 남성이 필리핀 여성을 임신시켜 출산이 되어도, 일본에 귀국을 하거나, 경제적 지원을 하지 않는 경우가 있다. 마찬가지로 필리핀에는 일본 이외의 외국인과의 혼혈아도 있다. 사회복지단체는 혼혈아를 체계적으로 지원하고 어머니에게 직업훈련 등의 대책을 하고 있다.
필리핀인 여성과 일본인 남성과의 주요 만남의 장소는 일본 국내에 있는 필리핀 펍이 많은 것 외에 필리핀 국내에서의 만남도 생각할 수 있다. 또 ' 며느리 부족 '으로 고민하는 과소지의 농어촌에 국제결혼으로 일본을 방문해 이혼하는 예도 있다. 일본인 남성이 필리핀 여성과 그 사이에 생긴 아이로부터 증발 하는 경우가 있어, 그 때문에 아이는 일본까지 와서 아버지를 찾는 일이 있다.
2009년 8월 2일 후지TV의 정보 프로그램 사키요미 LIVE로 특집 방송되었다.
2010년 10월 16일 TBS의 보도 프로그램 보도 특집에서 특집 방송되었다.

## 같이 보기
- 코피노